# Peter Klitsch
Peter Klitsch (* 2. Mai 1934 in Wien; † 31. Oktober 2024) war ein österreichischer Künstler und Maler. Er zählte zur Künstlerriege der Wiener Schule des Phantastischen Realismus.

## Leben
Klitsch wurde 1934 als Sohn von Schauspieler Wilhelm Klitsch und Elfriede Mayer geboren. Der Vater war als Schauspieler am Volkstheater und später als Professor an der Akademie für darstellende Kunst tätig. Die Klitschgasse im 13. Wiener Gemeindebezirk wurde nach Wilhelm Klitsch benannt. Nach seinem frühen Tod 1941, verursacht durch einen Schlaganfall, belegte Peter Klitschs Mutter einen Sekretärinnenkurs und arbeitete als Referenzbibliothekarin für die Wiener Justiz.
1945 wurde Klitsch von der Mutter von der Schule nach Hause geholt und besuchte diese im letzten Kriegsjahr nicht. Diese Zeit verbrachte er unter anderem mit dem Handel von Modellflugzeugen gegen Nahrungsmittel.
1946 kam Klitsch an das Bundesrealgymnasium Marchettigasse in Wien. Es entstanden erste Zeichnungen und Skizzen von Flugzeugen. Auf Empfehlung seines Kunstprofessors wurde er an der Akademie für Angewandte Kunst am Stubenring in Wien aufgenommen und studierte dort ab 1951.

### Die Wiener Schule des Phantastischen Realismus
Nach dem Besuch von Ausstellungen von Salvador Dalí, René Magritte, Jean Cocteau oder dem Deutschen Max Ernst entdeckte Peter Klitsch früh seine Faszination für den Phantastischen Realismus, der zum damaligen Zeitpunkt auch noch als realistische Traummalerei bezeichnet wurde.
Unterstützung bekam er dabei von seinem Professor, dem Expressionisten Eduard Bäumer. Schon früh begann Peter Klitsch mit eigenen Ausstellungen, was Kunststudierenden zur damaligen Zeit verboten war und schlussendlich zum Ausschluss aus der Akademie für angewandte Kunst im Jahr 1954 führte.
Ab 1954 Studium an der königlichen Hochschule in Stockholm. Zu dieser Zeit reiste Peter Klitsch per Autostopp durch ganz Europa.
Während seiner Lehr- und Wanderjahre pflegte Peter Klitsch eine Freundschaft zum schon damals erfolgreichen Schriftsteller H. C. Artmann. Sein bester Freund war Helmut Leherb, der so wie Peter Klitsch zu den Hauptvertretern der Wiener Schule des Phantastischen Realismus zählt.
Auch Ernst Fuchs und Jean Cocteau gehörten zu seinem Bekanntenkreis. Unterstützt wurde Peter Klitsch vom Kunstverein „Der Kreis“, der von Arnulf Neuwirth geleitet wurde.
1957 heiratete Peter Klitsch seine erste Frau Marika.
Er eröffnete gemeinsam mit Kurt Regschek und Richard Matouschek eine eigene Galerie „Zur silbernen Rose“, in der u. a. Künstler wie Helmut Kies, Karlheinz Pilcz oder Michael Coudenhove-Kalergi ihre Werke ausstellten.

### Flugrennen rund um die Welt
Peter Klitsch fuhr in jungen Jahren als Nebenverdienst Autorennen und neben seiner Leidenschaft, dem Segeln, bestritt er Flugrennen.
1992 mietete Peter Klitsch mit zwei Freunden eine einmotorige Turboprop, eine Socata TBM 700 mit einem PT-6 Motor, und nahmen am ersten Wettfliegen um die Welt teil. Die Rennstrecke begann in Genua und führte über Finnland, Russland, Alaska, Kalifornien, Maryland, Grönland, Shannon in Irland und endete in Cannes.

### Aufenthalt in Indonesien
1967 lud der Forscher Irenäus Eibl von Eibesfeldt seinen Freund Peter Klitsch ein, ihn nach Indonesien zu begleiten. Während Eibl von Eibesfeldt das Verhalten von Menschen in unterschiedlichen Kulturen erforschte, setzte sich auch Peter Klitsch mit der dortigen Lebensweise auseinander, wohnte auf der Insel Bali bei einer Brahmanen-Familie und erlebte Zeremonien, wie Feuerbestattungen oder Hochzeiten. So bekam er einen Einblick in das spirituelle Leben. Der Aufenthalt dauerte insgesamt 3 Monate und wieder zurück in Wien angekommen entstanden mehrere großformatige Ölbilder über die balinesische Götterwelt, die Landschaft und den balinesischen Menschen. Weiters die Bali-Mappe mit 12 Lithographien.

### Vortrags- und Ausstellungsreisen nach Japan, Amerika, Afrika und Europa
1967 wurde Peter Klitsch von Peter Rindl, Kultur-Presseattaché bei der Botschaft in Tokyo, nach Japan eingeladen. Seine Ausstellung war ein großer Erfolg sowie die mediale Berichterstattung.
Er lernte die Fotografin Mihoko Ogawa kennen, die er 1971 heiratete. Sie hatten 2 Söhne und waren bis zu seinem Tod verheiratet.
Zwischen 1972 und 1975 folgten Ausstellungsreisen in die USA, nach Südamerika, zu den Galapagos-Inseln, nach Ostafrika und Israel.
Im Jahr 1976 studierte Peter Klitsch in Kyoto die Kunst des japanischen Holzschnitts. Es folgten Ausstellungs- und Vortragsreihen durch Japan. Ein Jahr später wurde Peter Klitsch Mitbegründer und künstlerischer Ratgeber des Kulturkomitees in Nakanuma auf der nördlichen Insel Hokkaido.
1987 wurde er Gastprofessor an der Universität von Okinawa in Japan.

### Bedeutung für die Malerei in Österreich
Peter Klitsch hat die Wiener Schule des Phantastischen Realismus nicht nur beeinflusst, sondern rückt in seinen Werken auch einen positiven Grundgedanken, die Liebe zum Leben und die Farbenpracht menschlicher Eigenschaften in den Vordergrund.
1984 erschien eine Monographie über Peter Klitsch. Anlässlich seines 50. Geburtstags widmete ihm die Albertina in Wien eine Ausstellung zu seinem graphischen Gesamtwerk.
Peter Klitsch lebte mit seiner Frau Mihoko im österreichischen Waldviertel, sein Motto war „Nur das tun, was einem Spaß macht“. Er wurde am  Hietzinger Friedhof bestattet.

## Ausstellungen und Werke (Auswahl)
- 1958: Galerie Sherpa, Bern
- 1958: Galerie Künstlerbund, Schloss Mirabell, Salzburg
- 1959: Mostra degli Artisti Viennesi, Galleria d’Arte, Triesteund im Palazzo Reale, Genova
- 1962: Wiener Schule der Phantastischen Malerei, Zachęta, Warschau
- 1965: Galerie Miniature, Berlin
- 1967: Galleria d’Arte Moderna, Viotti, Torino
- 1968: Fran-Nell Gallery, Tokyo
- 1968: German Graphik Arts After 1945 and Peter Klitsch: Viennese Phantastic Realism. Goethe Institute in Tokyo, Hong-Kong, Bangkok und Sydney
- 1968: Scuola Viennese del Realismo Fantastico, L’Instituto Austriaco di Cultura, Roma
- 1969 und 1970: Aoki Gallery, Tokyo
- 1969: Rudy Komon Gallery, Sydney
- 1970: Yamaki Gallery, Osaka
- 1971: Romantic Realities, Contemporary Austrian Graphics. Austrian Embassy in the Sheraton Hotel, Kuwait
- 1973: Peinture Fantastique de Vienne, Galerie de Paris
- 1973: Wiener Maler, Medetsu-Depato, Nagoya
- 1973: P.K. Miniaturen, Aoki Gallery, Tokyo
- 1976: David B. Findlay, New York
- 1977: Gallery Mikimoto, Tokyo
- 1977: NDA Gallery, Sapporo
- 1978: Die Kunstszene Österreichs in 12 Beispielen. Galerie Kühl, Hannover
- 1980: Ausstellungsräume B. Wilchfort, München
- 1980: „Die Kuenringer“, eine Kassette mit sieben Radierungen
- 1981: Surrealistes, Château de Marly-le-Petit, Schweiz
- 1981: „Kaiser Maximilian L“, eine Kassette mit sieben Radierungen.
- 1982: „Die Jagd“, eine Mappe mit sieben Radierungen
- 1986: „Die Habsburger“, eine Kassette mit zwölf Lithographien. Großformatige Bilder für öffentliche Bauten.
- 1988: Ausstellungen in Rom und Ramt-Gan, Israel.
- 1996: Ausstellungen im Museum Böhmisch Krumau, bei BOE Innsbruck und Arbeit an Großbildern für Agrarsilos sowie Industriebauten.
- 1999: Illustrationen zu Büchern von H. C. Artmann, Oscar Wilde 2000 und Alfred de Musset.[2][5]